# 朱翊𨧆
江寧端和王朱翊𨧆（1565年3月28日—1600年9月27日），明朝宗室，江寧莊惠王朱載墣庶長子，生母王氏。趙莊王朱祐棌之曾孫，明朝第三代江寧王。

## 生平
朱翊𨧆生於嘉靖四十四年（1565年）二月二十七日，萬曆十年（1582年）十月，生父朱載墣逝世；朱翊𨧆于两年后袭封为第三代江宁王。萬曆二十八年（1600年）八月二十一日，朱翊𨧆逝世，享年36歲。朝廷追贈諡號端和。因独子朱常淰先卒，無嗣，江宁国除封。

## 家庭

### 配偶
- 王妃王氏（1572年—1619年）

### 子
- 朱常淰